# Kronika z czasów Karola IX
Kronika z czasów Karola IX (fr. Chronique du règne de Charles IX) – powieść Prospera Mériméego z 1828 roku osnuta wokół wydarzeń nocy świętego Bartłomieja.

## Okoliczności powstania utworu
W styczniowym numerze Revue Française Mérimée ogłosił XVII rozdział (L’Audience particuliére) swojej nowej powieści. W Journal des Débats z 5 lutego ukazała się wiadomość, że powieść została ukończona i pojawi się na półkach księgarskich pod koniec miesiąca. W sprzedaży ukazała się 5 marca 1828 roku.
Temat nocy świętego Bartłomieja nasuwał się w związku z aktualną sytuacją polityczną. Od połowy lat dwudziestych XIX wieku pojawiły się we Francji obawy, że rząd może zagrozić konstytucji. Opozycja liberalna głosiła hasło obrony Karty Konstytucyjnej. Kiedy wybory w 1827 roku dały większość opozycji, spodziewano się rozwiązania Parlamentu. Powołanie rządu Martignaca potraktowano jako odroczenie rozstrzygającego starcia. Kościół katolicki zaangażował się w tym konflikcie po stronie monarchii. W tym okresie po temat nocy świętego Bartłomieja sięgnęli najpierw Amadeusz de Tissot w Les Massacres de la Saint-Barthélemy, a następnie Karol de Rémusat w La Saint-Barthélemy.

## Treść
Młody francuski hugenota Bernard Mergy w drodze do Paryża zostaje obrabowany przez służących protestantom niemieckich rajtarów, a następnie zaatakowany przez katolickiego oberżystę i jego sługi. Po przybyciu do stolicy natyka się na swego brata, Jerzego, który przeszedł na katolicyzm, ku głębokiemu zmartwieniu całej rodziny. Brat wyjawia mu, że przyczyną jego konwersji była niesprawiedliwość doznana ze strony dowódcy wojsk protestanckich księcia Kondeusza. Jerzy zdradza bratu, że okrucieństwo i bezmyślność obu walczących stron zraziły go do religii, pozostaje więc katolikiem z braku lepszego wyjścia. Bernard trafia następnego dnia do pałacu przywódcy wojsk protestanckich admirała Coligny i dzięki jego poparciu zostaje mianowany przez króla chorążym.
Na pokojach królewskich poznaje piękną Dianę de Turgis, u której zyskuje względy. Widząc to, jej kochanek Comminges, największy w Paryżu zabijaka i arcyfechmistrz, zmusza go do wyzwania go na pojedynek. Podczas polowania Diana wręcza Bernardowi relikwię, która w trakcie pojedynku zatrzymuje cios Cominges’a i pozwala mu wyprowadzić rozstrzygające pchnięcie. Ranny Bernard zostaje ukryty w pałacu przyjaciół brata, który bezskutecznie próbuje wyjednać poparcie dla Bernarda u Coligny’ego. Ostatecznie zostaje ułaskawiony dzięki wstawiennictwu Diany u królowej. W nocy, w ogrodzie, jest świadkiem magicznych praktyk zawoalowanej młodej damy zabiegającej o jego miłość, nie udaje mu się jej jednak rozpoznać. Kilka dni później dostaje zaproszenie na schadzkę z nieznajomą Hiszpanką, która zjawia się w masce i nad ranem wymyka się nierozpoznana. Następnego Diana daje mu się rozpoznać.
Podczas prywatnej audiencji król namawia Jerzego, by w zemście za doznaną urazę postrzelił Coligny’ego, Jerzy jednak odmawia. Kilka dni później, 22 sierpnia, admirał zostaje postrzelony z ukrycia. Wieczorem Bernard zostaje zaatakowany jako hugenota przez mieszczan. Życie ratuje mu interwencja mnicha franciszkańskiego. Następnego wieczora Bernard, zmierzający na kolejną schadzkę z Dianą, jest świadkiem zagadkowych przygotowań. Przyjaciel Jerzego namawia go, by uciekał z Paryża. Diana nalega, by się ratował i przeszedł na katolicyzm. Widząc początek rzezi Bernard, wybiega na ulicę. Ocaliwszy głowę z pogromu, Bernard ukrywa się, po czym przy pomocy brata w przebraniu mnicha ucieka z Paryża. Udaje się do twierdzy La Rochelle, której bronią protestanci. W czasie jednego z ataków katolików zabija swego brata Jerzego.

## Charakterystyka zwalczających się środowisk
| Katolicy | Protestanci |
| --- | --- |
| Oberżysta Nienawidzi protestantów i po cichu ich wyklina. Po odjeździe rajtarów napada wraz ze sługami na Bernarda. Gdy ten się obronił i mimo wszystko chce mu zapłacić za nocleg, żąda wyrównania szkód za wszystkich protestantów, którzy nocowali w gospodzie, zawyżając przy okazji niemiłosiernie poniesione straty. | Niemieccy rajtarzy Zabobonni, wyśmiewają się z katolickich relikwii, ale sami wierzą w moc skór i maści przeciw zranieniu, zdeprawowani przez wojnę, okradają towarzysza stołu z pieniędzy i konia, zostawiają mu jednak tyle, żeby przeżył i nędzną szkapę, by dojechał do Paryża. |
| Dworacy królewscy Wychwalają Mszę katolicką, ale chodzą na nią tylko po to, by zobaczyć damy swego serca bez masek, w których zwykle chodzą. Podają im przy wejściu do kościoła wodę święconą, żeby im uścisnąć rączki i przekazać miłosne liściki. Jeden z ucztujących odmawia po łacinie modlitwę, której nie rozumie, ale jest przekonany o jej skuteczności. O każdy pozór obrazy chwytają za broń – do pojedynku dochodzi nawet podczas obiadu pomiędzy przyjaciółmi. | Dworacy Coligny’ego Obawiają się o życie swego wodza. Kiedy Coligny dostaje list, niewiadomego pochodzenia, odbierają mu go, obawiając się katolickiej trucizny. Nienawidzą katolików w równym stopniu, jak i katolicy ich. |
| Ojciec Dumlin Obiecuje wygłosić kazanie na dowolny temat. Kiedy młodzi kawalerowie chcą, by mówił o grzesznej miłości, odmawia jednak, nie chcąc zrazić dam, które się u niego spowiadają. Zobowiązuje się jednak trzykrotnie przekląć w czasie kazania. | |
| Król Karol IX Król podczas polowania dobija własnoręcznie rannego jelenia i cały obryzgany krwią woła: giń przeniewierco. Wielokrotnie też podkreśla, że chciałby się pozbyć z Paryża hugenotów. Osobiście też zwraca się do Jerzego Mergy, urażonego przez admirała Coligny’ego, by wyzwał go na pojedynek albo przynajmniej z zemsty postrzelił z zasadzki. Ostatecznie zleca to zadanie Morevelowi. | Admirał de Coligny Chciałby skanalizować spory religijne i skierować energię społeczną ku wojnie z zagrażającą Francji Hiszpanią. Zobaczywszy go po raz pierwszy, Bernard klęka przed nim. Lekceważy sobie niebezpieczeństwo osobiście mu zagrażające. Podziwia odwagę innych: kiedy Bernard bez wahania otwiera być może zatrutą kopertę, admirał w dowód uznania zdobywa dla niego awans w wojsku. Jest jednak pochopny w wydawaniu sądów. Kiedy Bernard, ku zaskoczeniu wszystkich, pokonuje najlepszego szermierza stolicy, daje posłuch matce pokonanego, że Bernard zabił go podstępem. |
| Diana de Turgis Każde spotkanie z kochankiem czy to na spacerze czy w łóżku poświęca na rozmowę o jego nawróceniu. Wierzy niezachwianie, że to relikwia, którą mu wręczyła, ocaliła mu życie. Mimo wyrzutów sumienia utrzymuje związek z Bernardem, wierząc że jego nawróceniem okupi swe winy. Daje Bernardowi do przeczytania dzieło katolickiego apologety, którego nie czytała, nie chce jednak wysłuchać jego o nim sądu, żeby nie stracić wiary. Na wieść o nocy świętego Bartłomieja cieszy się z nadchodzącej zguby hugenotów, choć truchleje na myśl o tym, co może spotkać jej ukochanego. | Bernard Mergy Jest gotów kochać Dianę niezależnie od wyznawanej przez nią wiary. Swą wiarę traktuje jako rzecz najważniejszą i nie jest gotów jej zmienić nawet na prośbę ukochanej, uważa zresztą, że gdyby ją zmienił, nie byłby już tym, którego ona pokochała. Przeczytawszy otrzymaną od Diany książkę, chce jej przy pomocy logiki i Pisma Świętego wykazać, w czym autor książki się myli. |

## Analiza utworu

### Koncepcja genezy nocy świętego Bartłomieja
Przyczyn nocy świętego Bartłomieja Mérimée dopatruje się, odmiennie od sobie współczesnych, nie w decyzjach rządzących, lecz w obyczajach narodu. To masy ludowe ogarnięte fanatyzmem religijnym dokonały rzezi, wszczynając kolejne bratobójcze walki. Uniewinniając w pewnym stopniu rządzących, pisarz składa winę na fanatyzm religijny i religię w ogóle. Jego ujęcie ma tendencję aktualną: ci, którzy w 1829 roku atakują przeciwników politycznych z pozycji religijnych, wzywają do nowej rzezi.
Mérimée zwalcza też szeroko rozpowszechniony pogląd, że noc świętego Bartłomieja została zaplanowana znacznie wcześniej, być może już w 1570 roku, w chwili zawierania rozejmu. Dowodzi, że nie ma żadnych świadectw na istnienie takich przygotowań przez obóz królewski. Tego rodzaju działanie przyniosłoby zresztą tylko szkodę królowi. Likwidacja protestantów zachwiałaby bowiem dotychczasową równowagę i wydała króla na łaskę przewodzących stronnictwu katolickiemu Gwizjuszy. Wszystko to wskazuje zdaniem pisarza, że proces historyczny jest silniejszy niż knowania polityków. Gdyby rzeź była zaplanowana – twierdzi – po co urządzano zamach na przywódcę protestantów, Coligny’ego, 22 sierpnia, skoro i tak zginąłby dwa dni później. Według Mériméego zamach na Coligny’ego wywołał utarczki uliczne ze strony protestantów, które wyzyskał znajdujący się w opałach Gwizjusz. Powracając do Paryża, wzniecił, początkowo dość nieudolnie, bunt, który spotkał się z żywiołową reakcją paryżan i na który ostatecznie przystał również król, nie chcąc utracić wpływu politycznego.

### Źródła
Przy pisaniu powieści Mérimée oparł się na pracach Agryppy d’Aubigny’ego, protestanckiego poety i historyka, na jego Historii powszechnej i Przygodach barona Faeneste, na dziełach Brantôme’a, wreszcie na dziennikach paryskiego mieszczanina Pierre’a de L’Estoile’a. W opisie nocy świętego Bartłomieja i obrony La Rochelle korzystał całkowicie z d’Aubigny’ego, u niego też znalazł informację o jakimś kapitanie Jerzym, dowódcy pułku lekkiej kawalerii. O schadzkach w maskach i pojedynkach kobiet pisał Brantôme. W jego Życiu Coligny’ego mógł też pisarz przeczytać o okrucieństwach rajtarów niemieckich. Wizerunek Comminges’a zaczerpnał od L’Estoile’a. Nazwisko Mergy urobił od nazwiska Jana de Mergey, którego pamiętniki wydał Buchon.
Z użytych przez Mériméego źródeł dziennik L’Estoile’a opisuje panowanie Henryka III, a Przygody barona Faeneste – Ludwika XIII. Krytycy od początku wskazywali, że ukazane w powieści obyczaje dotyczą bardziej początków XVII wieku, że dopiero wtedy Francję opanowała moda na pojedynkowanie się, wtedy też jako broni dodatkowej zaczęto używać w pojedynku sztyletu.

### Obraz francuskiego społeczeństwa
Francja 1572 roku oglądana jest oczyma młodzieńca wychowanego na prowincji. Bernard widzi to, co go otacza, niezwykle ostro, a jego zdziwienie pozwala porównywać paryskie obyczaje ówczesne z tym, co naturalne, czyli w istocie z wyobrażeniami czytelnika. Chociaż powieść rozpoczyna się spotkaniem głównego bohatera z niemieckimi wojskami protestanckimi, przez większą część utworu Bernard, chociaż hugenota, obraca się w środowisku katolickim. Mérimée uznawał, że przyczyną rzezi była katolicka psychologia i obyczaje i chciał w powieści dać ich obraz.
Francuzów ówczesnych charakteryzują okrucieństwo i brutalność, pogarda śmierci, nieokiełznane, gwałtowne uczucia i prostackie zabobony. Katolicyzm u Mériméego jest religią władzy, a jej wyznawcy wierzą w piekło, diabły, magiczną moc modlitw łacińskich i Mszy, odpusty, a największą ich cnotą jest posłuszeństwo spowiednikowi, zaś tępienie heretyków jest miłe Bogu. Protestanci, choć religijnie wyżsi, są jednak równie skłonni do zabobonów i nienawiści do przeciwników. Mérimée choć widzi w cechach opisywanego przez siebie społeczeństwa przyczyny tragedii, dostrzega w nich jednocześnie zalety, których brak jego współczesnym.
Jak w większości powieści historycznych tego czasu bohaterów Kroniki spotyka wiele niebezpiecznych przygód, w których muszą okazać sprawność fizyczną i męstwo. Czytelnik epoki Restauracji, ganiąc zawadiackość i okrucieństwo XVI-wiecznej szlachty, był nią jednocześnie zafascynowany. Odczuwał potrzebę odwagi i czynów bohaterskich, do której czuł się w realiach ustabilizowanego życia społecznego niezdolny.

### Wątek miłosny
Kronika nie jest jednak jedynie zbiorem następujących po sobie obrazów historycznych i obyczajowych. Jej oś stanowi historia miłości Bernarda i Diany de Turgis. Odmiennie niż Walter Scott Mérimée uważał, że namiętności również się zmieniają w zależności od epoki, że w wieku XVI kochano może nie głębiej, ale inaczej. We wstępie do powieści wspomina pewną damę, która dowiedziawszy się, że mąż ją zdradza, zasztyletowała go. Anegdotę tę wplata później w biografię swej bohaterki Diany de Turgis.
Postać Diany fascynowała krytyków. Recenzent Courrier Français uznał ją za główną bohaterkę utworu i zaproponował, by powieść nazwać: Rokiem z życia pewnej kobiety na dworze Karola IX. Współcześni odgadywali w niej osobę żyjącą. Istotnie pod koniec 1828 roku Mérimée miał romans z panią Lacoste, do której złotowłosa i błękitnooka Diana jest podobna. Mąż pani Lacoste wyzwał pisarza na pojedynek i przed wymianą strzałów zapytał, w którą rękę ma go zranić. Mérimée odpowiedział, że wolałby w lewą i przeciwnik, zgodnie z życzeniem wpakował mu w lewą rękę dwie kule. Pani Lacoste, która była żarliwą katoliczką, niepokoiła się o zbawienie duszy swego kochanka ateisty i, jak powieściowa Diana, z zapałem prosiła go, by się nawrócił.
Mérimée w opisie przygód i obyczajów miłosnych czerpie szeroko z Brantôme’a i d’Aubigny’ego. Jego Diana jest jednak, w porównaniu z bohaterkami tych autorów, mimo że cielesna i nieco monotonna, naturą znacznie głębszą i bardziej pociągającą. Wątek miłosny ustępuje pod koniec powieści na drugi plan przed wydarzeniami historycznymi. Dopiero na ostatniej stronicy powieści umierający Jerzy przekazuje bratu wiadomość, że Diana kocha go jak dawniej. Mérimée kończy pytaniem: Czy Bernard pocieszył się inną? Czy Diana znalazła sobie innego kochanka? Odpowiedź pozostawiając czytelnikowi.

### Jerzy de Mergy
Postacią reprezentującą w powieści poglądy autora jest Jerzy de Mergy. Na tej podstawie Karol Magnin i Dulong twierdzili, że głównym bohaterem powieści nie jest ani Bernard ani Diana de Turgis, tylko właśnie Jerzy, rzecznik idei autora. Jerzy, przeszedłszy z jednego obozu do drugiego, twierdzi, że w żadnym nie ma sprawiedliwości, religia jest głupstwem, a kazania i psalmy protestantów nie są wcale mniej bezmyślne niż msze i spowiedzi katolików. Jerzy trzyma w swym pokoju obraz Madonny, dlatego że pozowała do niego Rafaelowi Fornarina, i wyśmiewa się z tego, że katolicy modlą się do wizerunku prostytutki. Przez oportunizm ma swego spowiednika, ale ceni w nim najbardziej to, że może przez niego przesyłać liściki miłosne. A na klęczniku w okładkach z modlitewnika trzyma Gargantuę i Pantagruela Rabelais’ego.
Brat, słuchając jego opowieści o doznanej krzywdzie, która sprawiła, że został katolikiem, stwierdza, że Jerzy będzie tego żałował. Jerzy wyrzekł się bowiem swojej wiary nie tylko dlatego, że się do niej rozczarował, ale też dlatego, że inna przyniosła mu większe korzyści. Ostatecznie okazuje się więc nie tyle wolnomyślicielem, co renegatem. Jednakowo gardząc obydwoma religiami, próbuje pozostać na uboczu, stojąc jednak nie po stronie pokrzywdzonych, ale napastników. I choć nie wziął udziału w rzezi, trudno uznać go za ofiarę fanatyzmu religijnego. Jego śmierć z ręki brata jest bezsensowną konsekwencją bratobójczej wojny. Tradycyjny w romantycznej powieści historycznej wątek mimowolnej zdrady, ma u Mériméego inny wymiar niż u Waltera Scotta. Szkocki pisarz budził współczucie dla pokrzywdzonego ludu i próbował dopomóc w dziele pojednania dwóch narodów. Mérimée zdecydowanie przeciwstawia sobie antagonistyczne obozy i wzywa do bezpardonowej walki z religią, która jego zdaniem jest głównym zagrożeniem liberalnego państwa.

### Jedność utworu
Celem Mériméego było pokazanie okropności wojny religijnej, która rozbija rodziny, zmusza braci do walki przeciw sobie, a kobiety do zdrady swych kochanków. Ukazuje to w panoramicznym obrazie od żołnierzy-grabieżców po hultajską szlachtę i od markietanki po hrabinę. Czytelnik musi zdać sobie sprawę, że procesy prowadzące do wojny narastają jednocześnie we wszystkich środowiskach. Mérimée osiąga to poprzez nagromadzenie scen kontrastujących ze sobą. O jedności utworu rozstrzyga ostatecznie nie biografia głównego bohatera, ale porywający go wir wydarzeń historycznych. Krytycy ze szkoły klasycznej nie pojmowali nowoczesnej zasady jedności i mówili o braku logiki, o zbiorze przypadkowo połączonych ze sobą przygód. Zdumienie krytyki powodowało także pozostawienie bez zakończenia intrygi miłosnej, które miało okazać się charakterystyczne dopiero dla powieści naturalistycznej.

### Recepcja powieści
Powieść spotkała się z dużym zainteresowaniem wśród publiczności i krytyków. Podkreślano związki łączące ją z Walterem Scottem i francuską powieścią historyczną. Henryk Patin zwracał uwagę na zakorzenienie powieści w człowieku i historii. Karol Magnin – na psychologiczną prawdę postaci. W kilka lat po ukazaniu się powieści historyk J. A. Buchon chwalił Mériméego za to, że potrafił wniknąć w głębie duszy naszych kalwinistów i zwolenników Ligi.
Mérimée nie wrócił już nigdy do powieści historycznej. Zajął się przygotowywaniem opowiadań ukazujących obyczaje i kulturę, a także energię życiową ludów sąsiadujących, wychodząc z nowym gatunkiem naprzeciw zapotrzebowaniu nowo powstałych czasopism literackich, które szukały form literackich możliwych do opublikowania w całości w jednym numerze. Drugie wydanie Kroniki ukazało się w 1831 roku. Autor wniósł do niego około stu poprawek. W kolejnym wydaniu z 1842 roku liczba poprawek wzrosła do stu sześćdziesięciu. Mérimée poprawiał swój tekst nadal w wydaniach z 1847 i 1853 roku.
Wraz ze zmierzchem powieści historycznej Kronika zaczęła uchodzić za powieść przygodową. Jej starannie opracowany koloryt lokalny zaczęto traktować jako powierzchowną ozdobę. Wskazywano na namiętnie publicystyczny charakter powieści. Krytycy zajęli się głównie nowelami Mériméego, traktując Kronikę jako grzech młodości, pomyłkę utalentowanego młodego autora.